# Can Gorg (Maçanet de la Selva)
Can Gorg és una masia de Maçanet de la Selva (Selva) inclosa a l'Inventari del Patrimoni Arquitectònic de Catalunya.

## Descripció
Edifici rectangular de dues plantes i coberta a dues aigües a laterals. Consta de dues parts diferenciades, la més antiga i la reformada recentment. De la part antiga destaca la porta principal d'arc de mig punt adovellada i les finestres del primer pis, amb ampits, muntants i dintells motllurats i esculpits amb incipients i senzills arcs conopials. Les dependències de la dreta de la casa s'han reconvertit en habitatge i destaca la restauració seguint el model de la casa original (porticat, obertures emmarcades de granit…). Altres aspectes interessants són el rellotge de sol i els elements de ferro de la façana (fanal, campaneta, anella d'estacar bestiar, abeurador, piques, l'era...)

## Història
La documentació més antiga del mas és del segle xvi (1509).
Sempre ha estat de la mateixa família fins a l'actualitat (Gorch i Rieradavall).